# Joan Maria Mercadé i Figuerola
Joan Maria Mercadé i Figuerola   (Torredembarra, 8 de juny de 1942 - Torredembarra, 30 d'octubre de 2021) fou un futbolista català de les dècades de 1960 i 1970.

## Trajectòria
Jugava a la posició d'extrem esquerre. En la seva etapa juvenil defensà els colors de la UD Torredembarra, del Pescadores-Berkel (equip juvenil del CF Vilanova) i del FC Barcelona. L'any 1960 passà a l'Amateur de l'Espanyol, el qual el cedí més tard a la UE Vic.
L'any 1963 ingressà al primer equip del RCD Espanyol, on coincidí amb un altre jugador de Torredembarra, Gerard Gatell. Marcà quatre gols en els nou partits jugats a primera divisió, però malgrat aquestes bones xifres, no quallà a l'equip i abandonà l'entitat a final de temporada. El seu partit més recordat fou el jugat el dia 13 d'octubre de 1963 a Sarrià, que enfrontà l'Espanyol amb el Reial Madrid, i que guanyà l'Espanyol amb un gol de Mercadé al minut 38, després d'empalmar un fort xut que va entrar per l'escaire del porter madrileny. Marxà al Llevant UE, on no arribà a debutar en partit oficial i a continuació al Cartagena CF, amb el qual disputà dues temporades a 3a Divisió. L'any 1966 retornà al Llevant UE, on aquest cop disputà 13 partits a Segona. La temporada 1967-68 defensà els colors del Gimnàstic de Tarragona a 3a Divisió i a continuació al Jerez Industrial (1968-69, 2a Divisió), Terrassa FC, tres temporades a la UE Lleida, CF Lloret i CF Badalona.